# 2010 au Royaume-Uni
Cet article présente les faits marquants de l'année 2010 au Royaume-Uni.

## Évènements
- Jeudi 6 mai 2010, élections législatives : le parti conservateur de David Cameron arrive en tête avec 36 % des voix et obtient 306 sièges sur 650. Le parti travailliste de Gordon Brown obtient 29 % des voix et 258 sièges. Le parti Libéral-démocrate de Nick Clegg arrive troisième avec 23 % des voix et 57 sièges, en position de négocier avec les deux autres partis.

- Mardi 11 mai 2010, gouvernement : le premier ministre Gordon Brown démissionne après avoir tenté de trouver une négociation avec les libéraux-démocrates pour se maintenir au pouvoir. David Cameron est nommé premier ministre et constitue un gouvernement de coalition avec le libéraux-démocrates.

- Mardi 25 mai 2010 : le nouveau gouvernement David Cameron-Nick Clegg annonce un premier plan d'économie de 7,2 milliards d'euros.